# ارمانتاز ستومبريس
ارمانتاز ستومبريس (بالليتوانية: Irmantas Stumbrys)‏ هو لاعب كرة قدم ليتواني في مركز الوسط، ولد في 30 مايو 1972 في أليتس في ليتوانيا، وتوفي في 15 نوفمبر 2000 في مدينة بانيفيزيس في ليتوانيا. شارك مع منتخب ليتوانيا لكرة القدم. أما مع النوادي، فقد لعب مع توربيدو موسكو وزينيت سانت بطرسبرغ وكاريدا كاوناس ونادي إكراناس.

## وصلات خارجية
- ارمانتاز ستومبريس على موقع الاتحاد الدولي (مؤرشف)  (الإنجليزية)
- ارمانتاز ستومبريس على موقع قاعدة بيانات كرة القدم.إي يو (الإنجليزية)
- ارمانتاز ستومبريس على موقع ناشيونال فوتبول تيمز (الإنجليزية)
- ارمانتاز ستومبريس على موقع Soccerway.com (الإنجليزية)
- ارمانتاز ستومبريس على موقع عالم كرة القدم.نت (الإنجليزية)